# Damien Duff
Damien Anthony Duff (Ballyboden, 2 de março de 1979) é um ex-futebolista e atual treinador irlandês. Está no Shelbourne.

## Clubes

### Blackburn Rovers
Nascido em Ballyboden, Duff iniciou sua carreira profissional no Blackburn Rovers, após passagens por equipes de menor expressão na Irlanda. Sua estreia aconteceu na última partida da temporada 1996-97, contra o Leicester City, quando tinha apenas dezoito anos. Em sua segunda temporada, teve boas partidas, marcando quatro gols ao término do torneio. Já na terceira temporada, acabou não sendo capaz de evitar o rebaixamento de sua equipe para a segunda divisão.
Mesmo os Rovers terem sido rebaixados, Duff permaneceu na equipe. Porém, a temporada na segunda divisão não foi boa, tendo a equipe terminado em um décimo primeiro lugar. Mesmo assim, Duff continuou na equipe, e teve uma participação importante, para enfim, conseguir levar a equipe para a Premier League novamente. Na temporada seguinte, Duff conquistou com a Copa da Liga Inglesa, após uma vitória sobre o Tottenham Hotspur na final. Ainda nesse ano, foi eleito para a seleção da UEFA.

### Chelsea
Apesar de ter renovado seu contrato com o Blackburn por mais quatro temporadas, e tendo comprida apenas uma, Duff se transferiu para o Chelsea que acabara de ser adquirido pelo magnata russo Roman Abramovich, que pagou dezessete milhões de libras por seu passe. Sua primeira temporada nos Blues, apesar de boa, também ficou marcada pelo grande número de lesões. Não tendo conquistado nenhum título nessa temporada, o então treinador, o italiano Claudio Ranieri foi demitido.
Para o lugar do italiano, foi contratado o português José Mourinho, que foi responsável pela vinda do neerlandês Arjen Robben, que jogaria na mesma posição que Duff. Porém, logo de início Robben acabou se lesionando, mesmo assim Duff não foi muito utilizado. Mas com a volta do neerlandês, Mourinho acabou escalado ambos em campo, formando uma parceria de sucesso na equipe, sendo um dos responsáveis pela conquista do título inglês após cinquenta anos, e a segunda Copa da Liga Inglesa na carreira de Duff. Ainda na temporada seguinte, novamente com Duff em campo, os Blues conquistaram o bi inglês.

### Newcastle United
Em julho de 2006, Duff assinou um contrato de cinco temporadas com o Newcastle United, que pagou cinco milhões de libras. Sua estreia aconteceu numa partida da Copa da UEFA, contra o Ventspils, da Letônia. Já seu primeiro gol saiu em setembro, na vitória sobre o West Ham United (1 a 0). Em novembro, Duff acabou sofrendo um lesão que o afastou durante quatro meses. Em sua volta, acabou se lesionando novamente, agora no tornozelo, durante a derrota para o Portsmouth, em abril de 2007. Por conta dessa lesão, perdeu o resto da temporada, e, segundo Sam Allardyce (treinador da equipe na época), essa lesão ameaçou sua carreira.
Durante sua recuperação, Duff esteve perto de ser dispensado pelo clube, mas acabou permanecendo. Voltando em dezembro, teve uma participação durante do restante da temporada, mas sem destaque. Já na temporada seguinte, Duff foi mais infeliz: durante boa parte da temporada o Newcastle lutou contra o rebaixamento e, na última partida da temporada, a equipe precisando de uma vitória contra o Aston Villa para se livrar do rebaixamento, vencia até o final da partida, mas em um lance de azar Duff marcou um gol contra que foi responsável pelo rebaixamento da equipe.

### Fulham
Sendo rebaixado pela segunda vez na carreira, Duff declarou que permaneceria no clube para ajudar na volta para a elite inglesa. Na estreia da equipe na segunda divisão, Duff marcou o gol de empate contra o West Bromwich Albion e, logo em seguida, se transferiu para o Fulham, onde seria treinado novamente por Roy Hodgson, seu treinador na época do Blackburn. Sua estreia aconteceu na vitória (3 a 1) sobre o Amkar Perm pela Liga Europa da UEFA, tendo dado uma assistência para um dos gols na vitória. Sua estreia na Premier League aconteceu contra sua ex-equipe, o Chelsea, que venceu a partida (2 a 0). Já seu primeiro tento saiu na vitória (2 a 1) sobre o Everton. Duff também teve atuação destacada na partida do Fulham sobre o Manchester United, marcando o segundo gol na vitória por 3 a 0. Não teve seu contrato renovado após uma temporada de muitas lesões e rebaixamento do Fulham no fim da temporada 2013/2014. Encerrou a carreira em dezembro de 2015, quando atuava pelo Shamrock Rovers, clube de seu país natal.

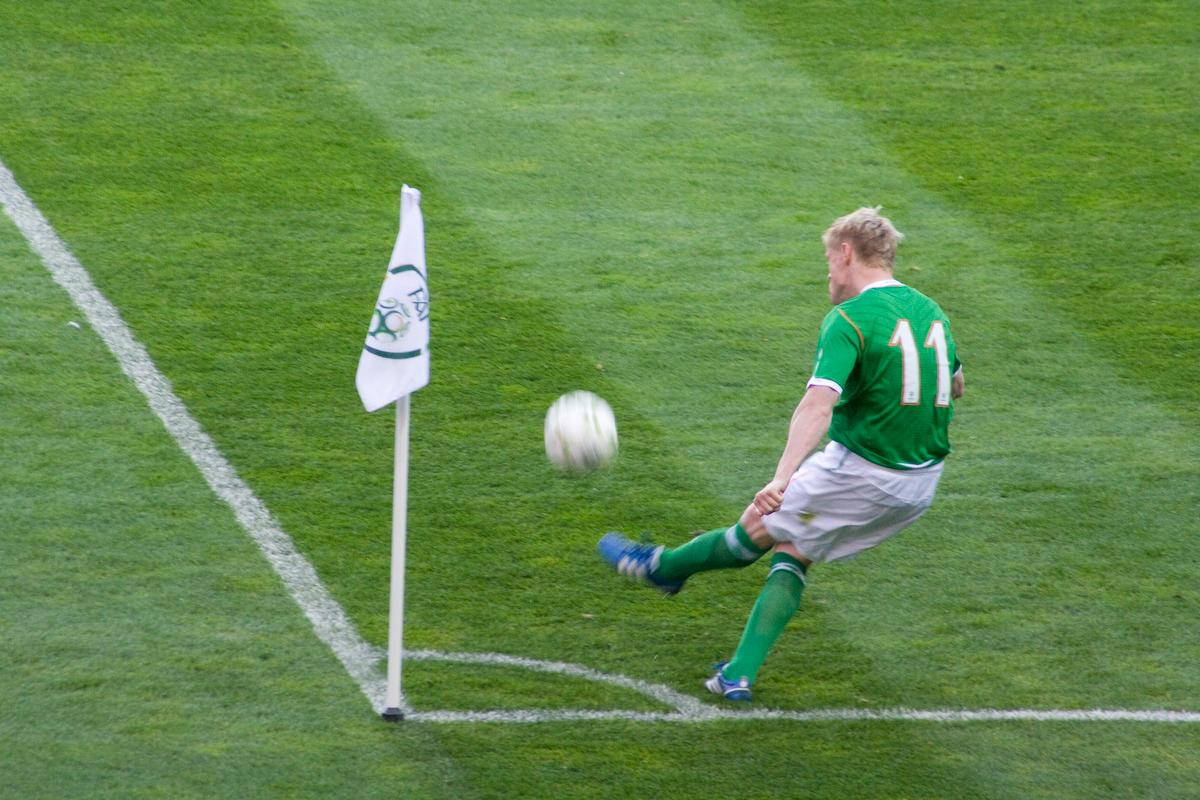
Duff cobrando escanteio

### Seleção Irlandesa
Pela seleção irlandesa, Duff teve passagens nas categorias de base, disputando inclusive, os mundiais sub-20 de 1997 (onde sua equipe conseguiu a melhor colocação na história do torneio, um terceiro lugar, conquistado contra Gana, sendo seu o gol da vitória sobre a equipe africana) e 1999. Já na equipe principal, sua estreia ocorreu contra a República Tcheca. Duff também esteve presente na Copa do Mundo de 2002, onde marcou um gol na vitória sobre a Arábia Saudita, sendo ainda, eleito o melhor jogador da partida.